# Zwilling J. A. Henckels
La Zwilling J. A. Henckels AG (anche: ZWILLING J.A. Henckels) è un'azienda tedesca di coltelleria e articoli casalinghi, con sede a Solingen.
Al gruppo Zwilling appartengono i seguenti marchi: ZWILLING, HENCKELS, Miyabi, BSF, Demeyere, STAUB, Fontignac, Ballarini, Flammkraft e Santos Grills. Dal 1970 è azionista unico la società Wilh. Werhahn KG. Con siti in sette paesi diversi e una diffusione prodotto in oltre cento paesi, e una storia di circa trecento anni, è una delle società del settore più grandi e antiche del mondo.

## Storia

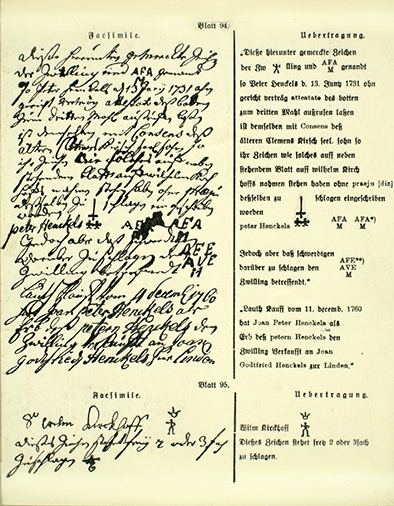
Registro della camera di commercio di Solingen con ZWILLING al ruolo di coltelleria nel 1731

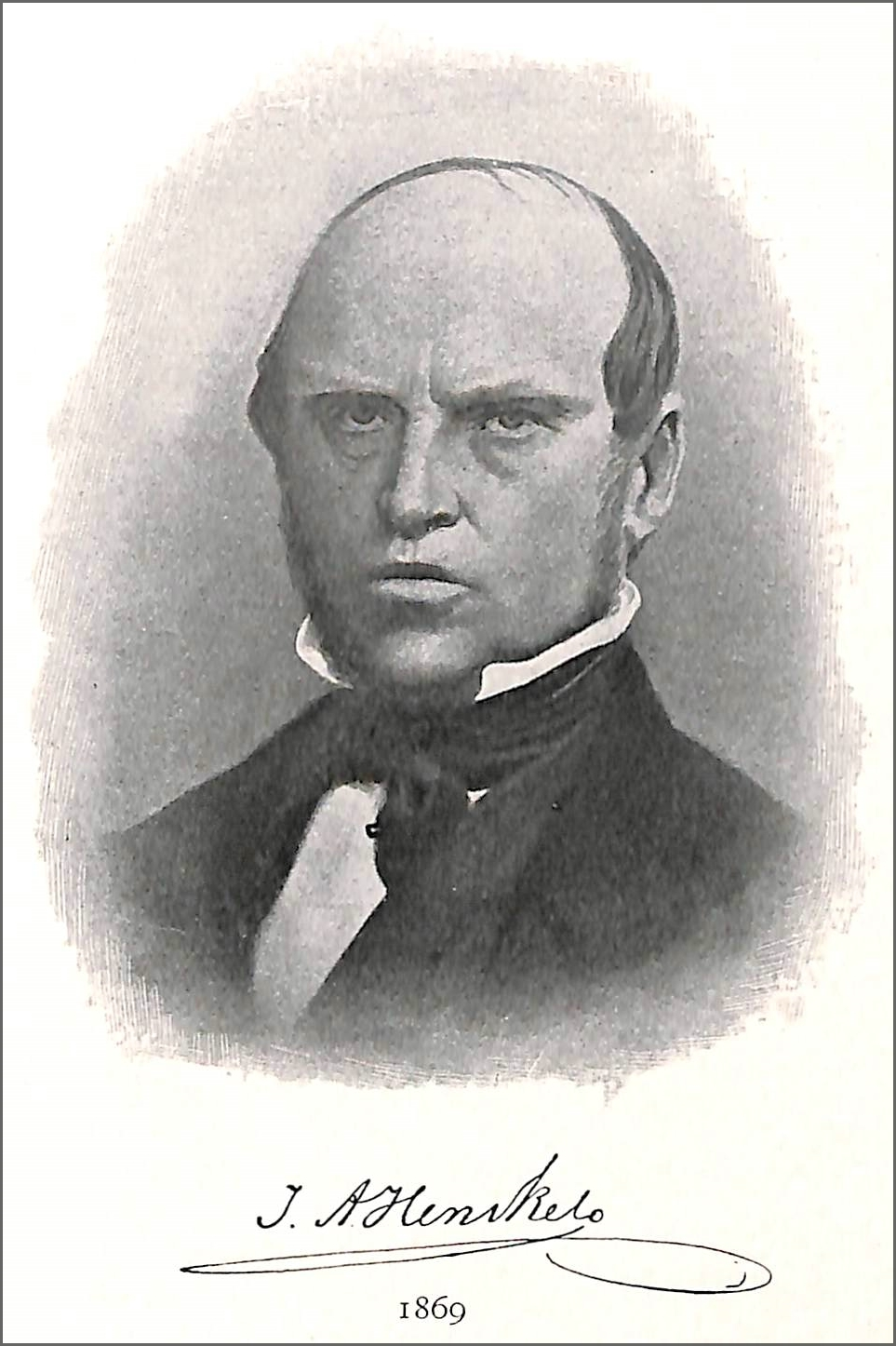
Johann Abraham Henckels jun. (1869)

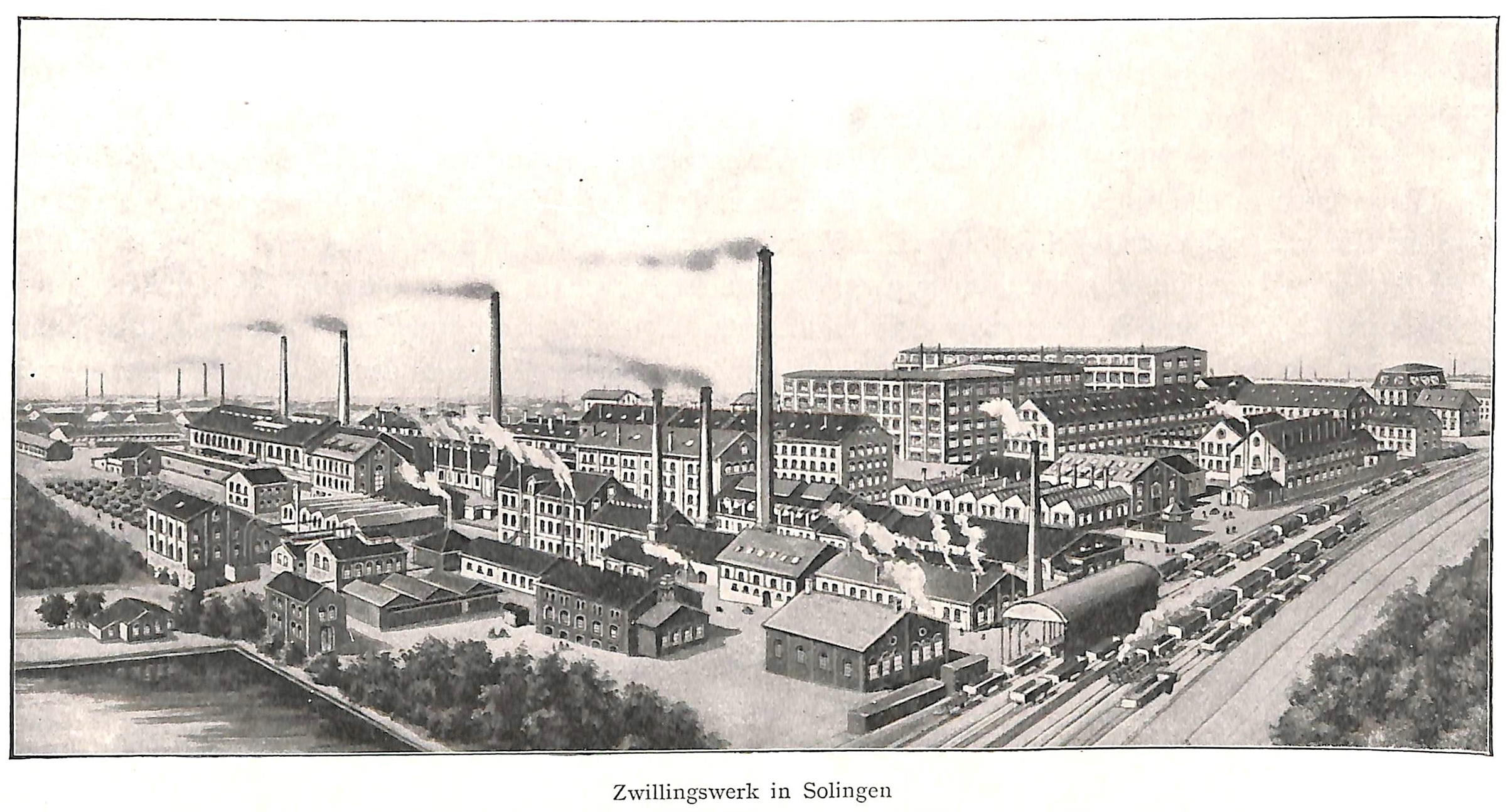
Stabilimento nel 1910

L'azienda nasce il 13 giugno 1731 sotto il segno dei Gemelli (astrologia), a Solingen, da parte del mastro coltelliere Peter Henckels, appartenente a una famiglia locale attiva sin dal 1450. Zwilling è così una delle più antiche marche del mondo. Johann Abraham Henckels (1771–1850) diede il nome all'attuale società. Nel 1818 venne aperta a Berlino la prima filiale. Nel 1883 venne fondata una società a New York. Seguì nel 1884 Vienna. Nel 1897 a Copenaghen e Rotterdam.
L'acciaio speciale inossidabile a nome „Friodur“ per le lame, fu inventato nel 1939 e brevettato nel 1951.
L'azienda vince la sua prima medaglia alla Grande Esposizione di Londra del 1851. Seguirono nei decenni successivi a Chicago, Grand Prix di Parigi del 1900 e Grand Prix di St. Louis 1904 e nel 1915 a San Francisco. L'azienda vinse anche la medaglia prussiana d'oro.
Nel 1909 viene fondata la società sorella Zwilling negli USA. Seguirono Canada, Olanda, Danimarca, Svizzera, Giappone, Italia e altri.
Nel 1953 la società diventa per azioni, con la maggioranza di controllo nelle mani della famiglia Henckels.

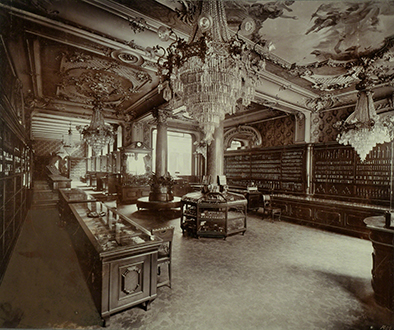
Prima filiale a Berlino nel 1818

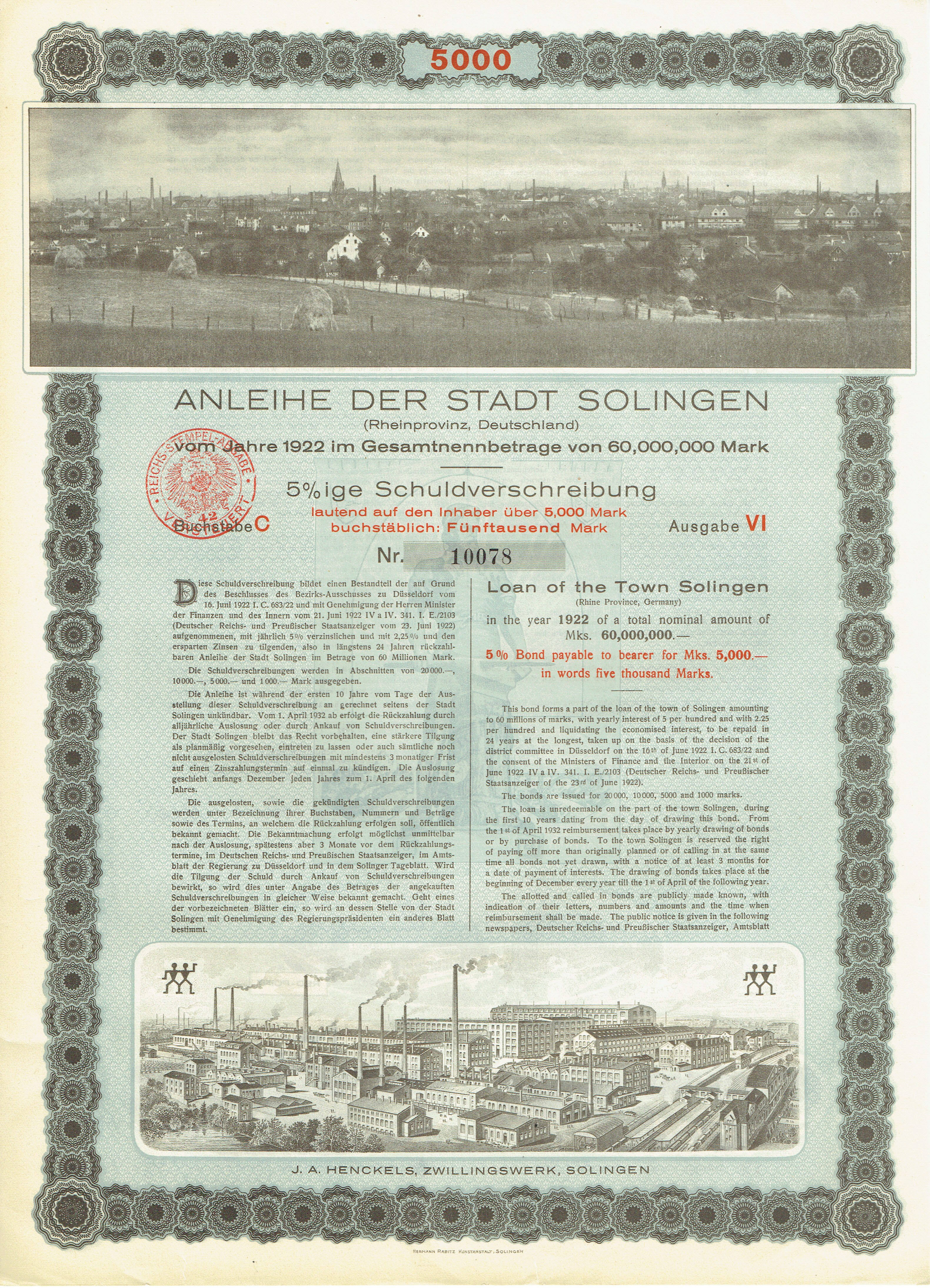
Zwilling nel 1922

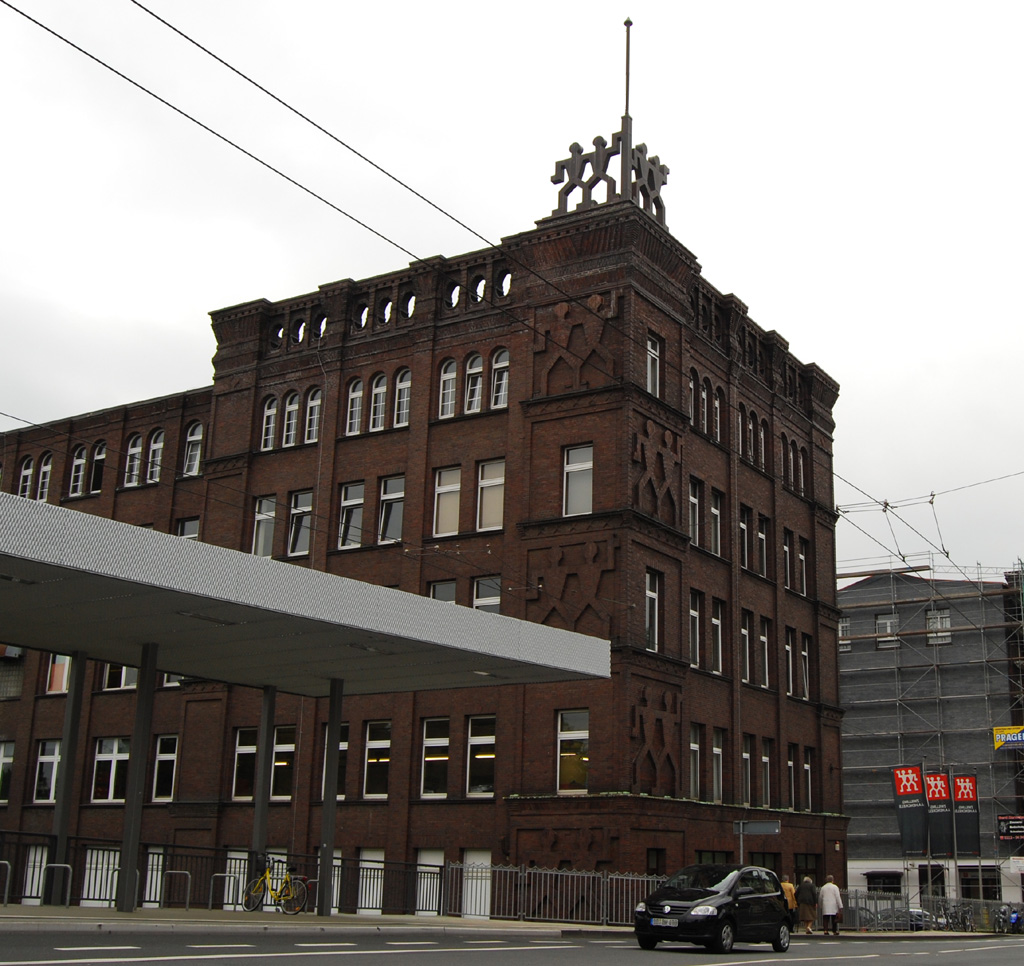
Sede ZWILLING J.A. Henckels AG a Solingen

## Loghi

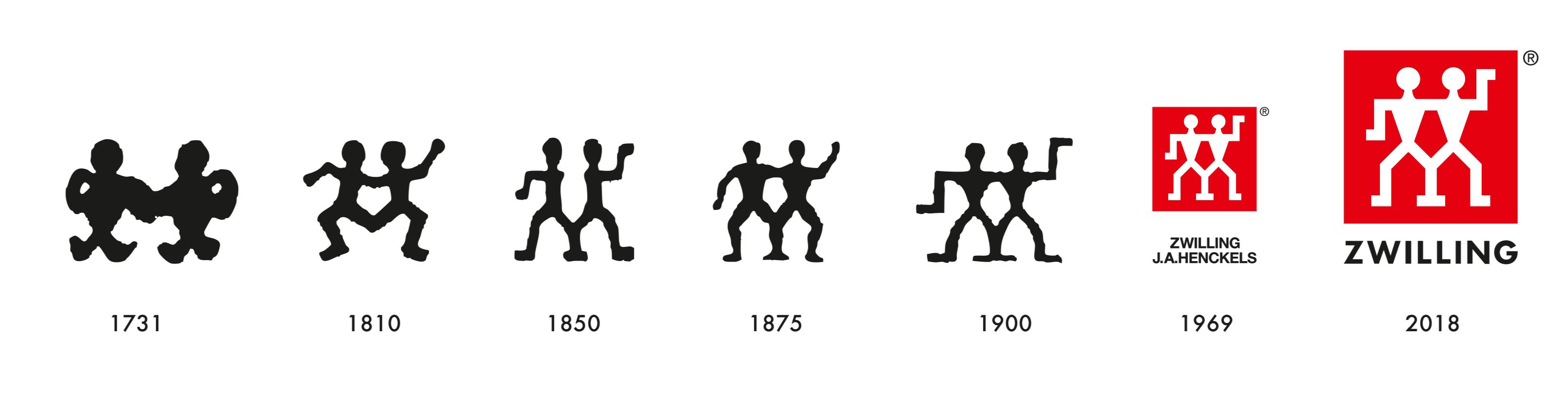
Storia dei loghi dal 1731 a oggi

### Marchi del Zwilling Gruppe
| Marca         | Descrizione                                                                        | Logo |
| ------------- | ---------------------------------------------------------------------------------- | ---- |
| ZWILLING      | Coltelli e accessori, ausili per cucina, vetrerie, macchine per caffé              |      |
| STAUB         | Pentoleria francese: Nel 2008, Staub viene acquisita dalla Zwilling J.A. Henckels. |      |
| Miyabi        | Coltelli giapponesi a Seki                                                         |      |
| Demeyere      | Pentoleria belga                                                                   |      |
| Ballarini     | Pentoleria italiana                                                                |      |
| BSF           | Argenteria di Brema                                                                |      |
| HENCKELS      | Accessori per cucina tedeschi                                                      |      |
| Fontignac     | Stoviglie francesi                                                                 |      |
| Santos Grills | Grill tedesco                                                                      |      |
| Flammkraft    | Grill tedesco                                                                      |      |

## Nella cultura popolare
Un negozio Henckels si può vedere in una scena del 1931 del film di Fritz Lang M - Il mostro di Düsseldorf.